# Алгонквини
Алгонквински народи су породица народа која насељава велики део северноамеричког континента. Територија коју насељава алгонквинска породица народа простире се од источне обале Северне Америке до Стеновитих планина. Алгонквини говоре алгонквинским језицима. Праалгонквински језик од кога потичу сви алгонквински језици је постојао пре око 2.500 до 3.000 година.

## Историја

### Пред-колонијални период
Пре контакта са Европљанима већина алгонквинских народа су били ловци-сакупљачи, а мањи део се бавио и узгојем кукуруза, пасуља и бундеве. Они су користили метод обрађивања земљишта посеци и спали (премештање усева) за стварање обрадивих површина, тако што би искрчили део шуме, а затим би спалили посечена стабла, пепео који би остао представљао је ђубриво. Такве парцеле су могле да буду коришћене у следећих годину дана или 2 године, након чега би село било премештено на друго место. Због тога је у време првих енглеских колониста ова област била искрчена и спремна за садњу.
Захваљујући узгоју ових пољопривредних култура Алгонквини јужног дела Нове Енглеске су до те мере поправили своју исхрану да је густина становништва достигла број од 111 становника на 100km² у поређењу са 15,83 становника на 100km² на северу.

## Народи који припадају овој породици

### Канада и Област Великих језера
- Кри;
  - Наскапи (или Наскапи Ину);
  - Монтање (или Ину, Монтање Ину);
  - Атикамек;
- Алгонквин;
- Ниписинг;
- Мисисога;
- Оџибва (или Чипева);
- Отава;
- Потаватоми;
- Беотук;
- Микмак;
- Малисит (који насељавају и Нову Енглеску).

### Нова Енглеска
- Пасамакводи (који насељавају и Канаду);
- Абенаки (који насељавају и Канаду);
  - Пенакук (или Потакет, Меримак);
  - Пенобскот;
- Нипмак;
- Масачусет;
- Вампаноаг;
  - Носет;
- Нарагансет;
- Пеквот (или Пиквот, Пекуот);
- Мохиган (или Мохиганци);
- Ниантик;
- Покумтак;
- Матабесет (укључујући Вонганк, Квинипијак, Пугасет, Танксис и Поданк);
- Мохикан (или Мохиканци).

### Средњи и јужни део Источне Обале САД
- Монтакет (укључујући Монтакет, Шинекок и Коршок);
- Анкачаг (укључујући Анкачаг, Несквејк, Пачоуг и Сетокет);
- Делавери (или Лени-Ленапе, (подгрупе: Мунси и Унами));
- Нантикок;
- Похатан;
  - Чикахомини;
  - Викокомико;
- Чесапик;
- Чованок;
  - Мораток;
- Вепемеок (укључујући Паспатанк и Потескит);
- Секотан (укључујући Акваскогок, Помеиок, Дасамонгпок, Мачапунга и Бер Ривер);
  - Роанок
    - Кроатоан (или Хатерас);
- Помоик (или Памлико);
- Нјусиок.

### Средњи Запад САД
- Шони;
- Мајами;
- Илиноис (или Илинивек);
- Меномини;
- Кикапу;
- Саук (или Сак);
- Фокс;
- Маскутен.

### Запад САД
- Арапахо;
- Чејени;
- Блекфут (или Блекфит);
- Гровантри.